# Srdečník
Srdečník (Leonurus) je rod rostlin z čeledi hluchavkovitých, rozšířený ve většině Eurasie, v Indonésii a na severovýchodě Austrálie. Zahrnuje asi 24 druhů, některé z nich jsou využívané jako léčivky.

## Popis
Jsou to jednoleté, dvouleté nebo vytrvalé byliny se vzpřímenou čtyřhrannou lodyhou a obvykle hluboce dlanitě dělenými řapíkatými listy se 3–7 laloky; u některých druhů jsou horní listy pouze úzce kopinaté. Květy jsou oboupohlavné, uspořádané v mnohokvětých, vzájemně oddálených lichopřeslenech podepřených listeny. Kalich je zvonkovitý, přibližně pravidelný nebo nevýrazně dvoupyský, s pěti špičatými cípy; koruna výrazně dvoupyská, s horním pyskem pýřitým. Tyčinky z korunní trubky nevyčnívají. Květy jsou opylovány hmyzm, plodem jsou trojboké tvrdky na bázi zúžené a na vrcholu krátce chlupaté.

## Rozšíření a ekologie

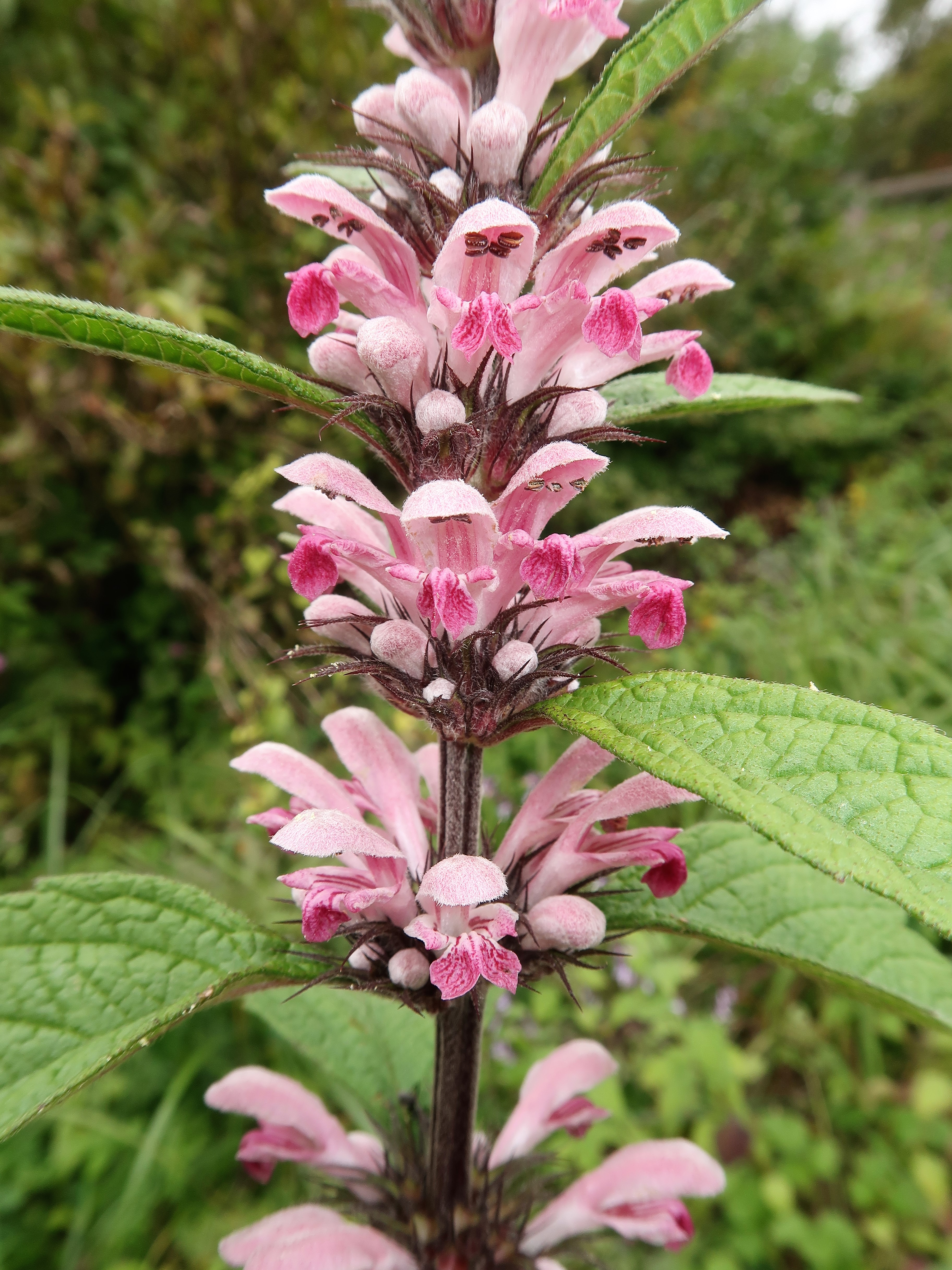
Leonurus macranthus – květenství

Areál rozšíření rodu zahrnuje většinu Eurasie s výjimkou arktických a pouštních oblastí, přirozeně chybí též na Britských ostrovech, na Iberském poloostrově nebo na Kavkaze. Vyskytuje se též na většině ostrovů Indonésie a v severovýchodní Austrálii (Queensland). Sekundárně se jeho zástupci rozšířili do mnoha dalších oblastí světa, včetně obou Amerik. Vyskytují se na otevřených stanovištích i v lesích, podél vodních toků, na travnatých, kamenitých nebo písčitých plochách a mezích, s oblibou také na narušených a ruderálních stanovištích, na skládkách, v příkopech a podél cest. Vyrůstají v nadmořských výškách od pobřeží až do více než 3000 m.

## Taxonomie
V rámci hluchavkovitých patří rod do podčeledi Lamioideae a tribu Leonureae společně s několika dalšími rody jako Lagochilus, Panzerina nebo Lagopsis. Typovým druhem je srdečník obecný (Leonurus cardiaca). Někdy sem bývá zahrnován též monotypický rod buřina (Chaiturus) s jediným zástupcem buřinou jablečníkovou (v takovém případě jako Leonurus marrubiastrum).

## Využití

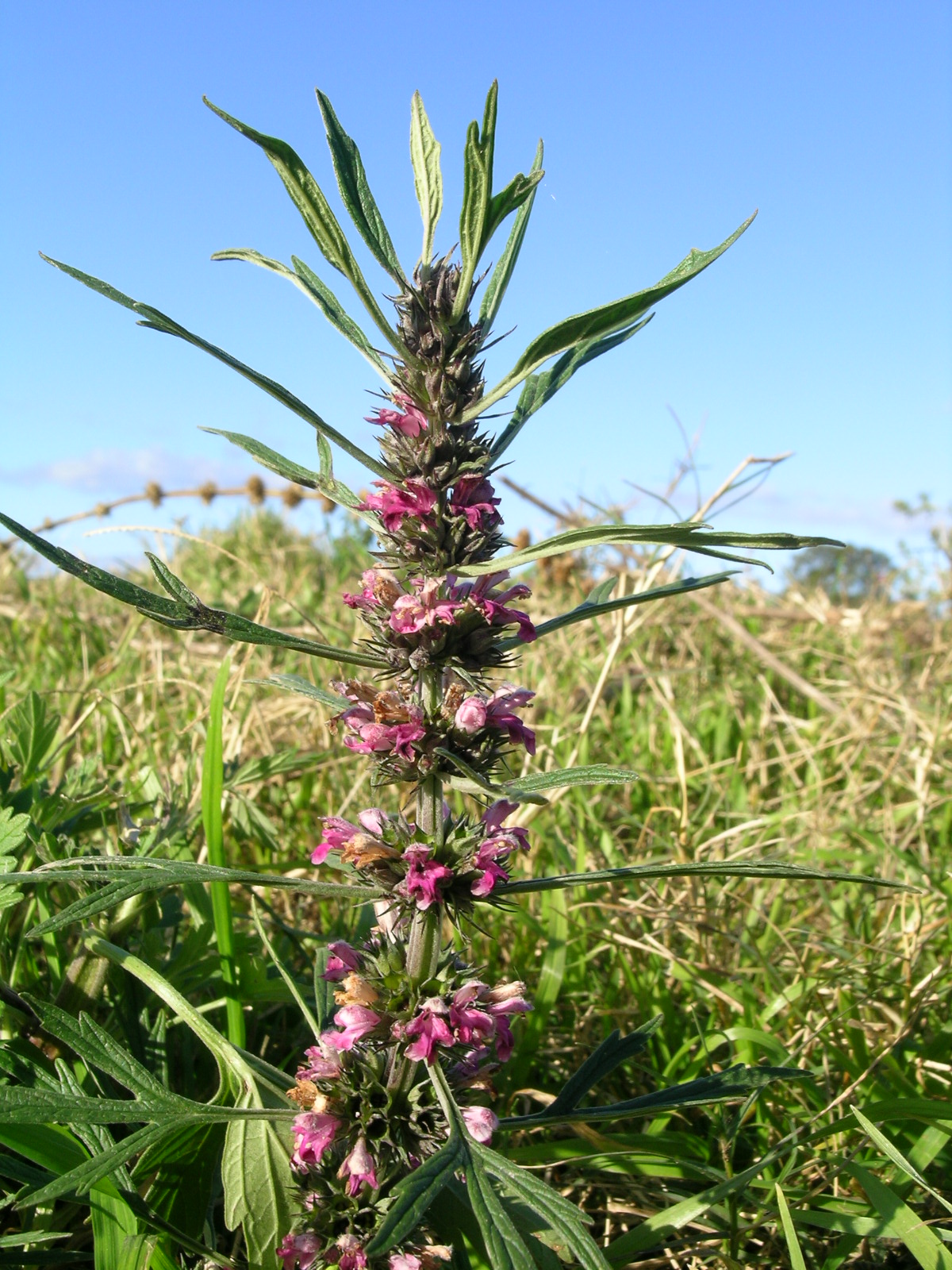
Srdečník japonský

Některé srdečníky mají vyžití jako léčivé rostliny. Srdečník japonský je jednou z 50 základních bylin využívaných v tradiční čínské medicíně, a to hlavně při ženských problémech, nepravidelné menstruaci a proti otokům. Srdečníková droga obsahuje glykosidy, třísloviny, hořčiny, flavonoidy a také alkaloidy jako leonurin a další. Srdečník sibiřský je užíván narkomany jako náhražka nebo doplněk marihuany („marihuanilla“), s mírnými relaxačními a narkotickými účinky. Významnou léčivkou je srdečník obecný, používaný v lidové medicíně při srdečních chorobách nervového původu, při úzkostných stavech, stresu a rozčilení a rovněž k lepšímu trávení. Vzhledem k vysoké cukernatosti nektaru patří též k dobrým medonosným rostlinám.

## Vybraní zástupci
- Srdečník obecný (Leonurus cardiaca) – většina Evropy až po západní Sibiř, jihozápadní Asie
- Srdečník sibiřský (L. sibirica) – jihovýchodní Sibiř, Mongolsko, severovýchodní Čína
- Srdečník japonský (L. japonica) – východní Asie, Indie, Indonésie, Austrálie
- Leonurus macranthus – východní Čína, Japonsko, ruský Přímořský kraj
- Leonurus tataricus – střední a západní Sibiř, Mongolsko
- v mnoha pojetích také buřina jablečníková (L. marrubiastrum)[8]